# Staleochlora pulchella
Staleochlora pulchella är en insektsart som först beskrevs av Rehn, J.A.G. 1909.  Staleochlora pulchella ingår i släktet Staleochlora och familjen Romaleidae.

## Underarter
Arten delas in i följande underarter:
- S. p. pulchella
- S. p. brachyptera